# Testiranje video igara
Testiranje video igara je podskup razvoja igara, proces softverskog testiranja za kontrolu kvaliteta video igrice. Primarna funkcija testiranja igre jeste otkriće i dokumentacija softverskih nedostataka (greški). Interaktivna zabava softverskog testiranja je vrlo zahtevna i neophodno je iskustvo u računarstvu, analitičke kompetencije, veštine kritičkog vrednovanja i izdržljivosti. U poslednjih nekoliko godina na području testiranja igara, ovaj posao je postao jako naporan i nezahvalan kako finansijski tako i psihički.

## Istorija
- U ranim danima računarstva i video igara, programer je zadužen za svaku vrstu testiranja. Ne više od jednog ili dva testera su bila potrebna zbog ograničenog opsega igara. U nekim slučajevima, programeri se mogu nositi sa svim testiranjem.

- Kako igre postaju sve složenije, potreban je veći broj testera pod nazivom "Procena kvaliteta" ili "Osiguranje kvaliteta" (QA). Većina izdavača zapošljava veliki broj QA osoblja za testiranje raznih igara iz različitih žanrova. Uprkos velikoj QA infrastrukturi, većina izdavača i mnogi programeri zadržavaju malu grupu testera za pružanje osiguranja kvaliteta na licu mesta.

- Danas se većina programera igara oslanjaju na svoje visiko tehničkim i igre iskusnih testera da pronađu propuste i greške bilo da se one nalaze u koodu ili unutar grafički slojeva. Testeri video igara obično imaju pozadinu igranja različitih video igara na mnoštvo platformi. Oni moraju biti u stanju da zabeleže i navigiraju sve probleme na koje naiđu u detaljnim izveštajima u rokovnim zadacima i imaju različite veštine za završetak video igre koji je uvek najteži zadatak. Većinu vremena položaj Tester video igara je jako stresan, konkurentan i slabo plaćen, ali ukoliko se posao dobro završi, otvaraju se vrata ka drugim položajima u industriji.

- Zajednička zabluda je da svi testeri video igara uzivaju u toku Alfa ili Beta verzije igre i povremeno pronalaze greške. Nasuprot tome, testiranje video igara pre Alfa verzije je jako usmerena na pronalažanje greški za koje se upotrebljuju neke jako dosadne i naporne metode.

## Pregled
- Osiguranje kvalitita je kritična komponenta u razvoju video igre, iako industije za video igrice nemaju standardnu metodologiju. Umesto toga programeri i izdavači imaju vlastite metode. Mali programeri uglavnom nemaju osoblje osiguranja kvaliteta, ipak, velike kompanije mogu zaposleti nekoliko timova QA osoblja za puno radno vreme. Visoko-profilne komercijalne igre profesionalno i sa velikim učinkom su ispitani od strane odreda izdavača QA osoblja.

- Testiranje se započinje onog trenutka kada je prvi put napisan kood i povećava napredak igre prema završetku. Glavni QA tim će pratiti igru od prvog podnošenja QA osoblja u post-produkciju. Rano u procesu razvoja, tim testera video igre je jako mali i fokusiran na dnevnim povratnim informacijama za novi kood. Kako se igra približava Alfa fazi, više članova testera video igara se zapošljava i ispitni planovi su napisani. Ponekad karakteristike koje nisu greške su izveštene kao greške programskom timu i te greške se neuspešno obrade. Dobar izveštaj grešaka može pomoći programerima da uspešno poprave te greške. Kako igrica ulazi u Beta fazu, tim testera video igrice će imati jasne zadatke svakodnevno. Testeri video igara povratne informacije mogu utvrditi konačne odluke uključenjem ili isključenjem krajnih mogućnosti. Uvođenje testera sa svežom perspektivom može pomoći u prepoznavanju novih grešaka. U ovom trenutku glavni ispitavač komunicira sa producentom i načelnikom sekcije svakodnevno. Ako programer ima sporednog izdavača, onda koordinacije sa QA timom počinje izdavač. Za konzolne igre, izgradnja za konzolnu kompaniju salje QA tim. Beta testiranje može uključiti i volontere, na primer ukoliko je igrica multiplejer.

- Ispitivači, na rasporedu igara, dobijaju jedinstveno identifikovanu izgradnju (bild), od developera igrica se testira kroz igru i testeri zabeležavaju sve ne sredjene greške (bag). To može biti u rasponu od bagova do umetničkih grafičkih ne poklapanja i logičkih grešaka. Ispitivanje zahteva kreativno igranje igre da bi se otkrilie česte suptilne greške. Neke greške je jako lako dokumentirati ili zabeležiti dok mnogi drugi zahtevaju detaljan opis kako bi programer mogao da pronađe tu grešku u koodu. Ispitivači sprovode nadzor konkurentnosti kako bi se izbeglo prijavljivanje istih grešaka više puta. Mnoge kompanije video igara odvajaju ispitivanje tehničkih i funkcionalnih testiranja, jer je za oba potreban drugačiji nivo veština.

- Ukoliko razvoj video igre ulazi u vreme "škripenja" pre roka, tim testera video igre je potreban da je testira radeći prekovremeno bez odlaganja. Tokom tog razdoblja, osoblje iz drugih sektora mogu doprineti testiranju, pogotovo u multiplejer igrama.[2]

Tester video igre je član tima proizvodnje igre koji ima ulogu da kroz igranje igre pronađe greške.

## Uloge
Organizacija zaposlenih varira od različitih organizacija. Jedna tipična kompanija zapošljava sledeće uloge u sklopu sa testerskim disciplinama.
- Igrački producenti su odgovorni za postavljanje rokova za testiranja u saradnji sa marketingom i osiguranjem kvaliteta. Oni takodje uspevaju da mnoge stvari izvan testiranja igre, koje se odnose na ukupnu proizvodnju naslova. Njihovo odobrenje je obično potrebno za konačnu prodaju ili "zlatni" status.

- Glavni tester ili glavni QA je osoba koja je odgovorna za to da igra radi onako kako treba i da sastavi listu grešaka. Glavni tester upravlja QA osobljem. Glavni tester radi povezano sa dizajnerima i programerima, posebno pri kraju projekta. Glavni tester je odgovoran za praćenje greški i prijava i posterava se da oni budu ispravljeni. Oni su takodje odgovorni da QA timovi prilažu formalne i kompletne prijave. To uključuje odbacivanje identičnih i netačnih prijava grešaka, kao i detaljna objašnjenja. Kako se igrica priblizava Alfa i Beta fazi, glavni tester mora u projekat uključiti još više QA osoblja u tim, da koordinira sa eksternalnim testiranjem timova i radi sa menadžmentom i producentima. Neke kompanije mogu sprečiti da igra uđe u "zlatnu" fazu, sve dok glavni tester to ne dozvoli. Glavni testeri su takođe uobičajeno zaduženi za reprezentativne uzorke procesa igre za podnošenje regulatora kao što su ESRB i PEG.

- Testeri su odgovorni za proveru rada igrice, da li se lako koristi, ima akcije koje imaju smisla i sadrži zabavni gejmplej. Testeri takođe treba da pišu precizne i specifične izveštaje sa greškama i, ukoliko je moguće, da napišu detaljan opis kako se može putem igre doći do te greške. Testeri takođe mogu biti zaposleni da tokom cele proizvodnje rade samo na jednoj igrici, ili da im se dodele i drugi projekti kako je zahtevano od rasporeda sektora sa specifičnim potrebama.

- SDET (eng. Software Development Engineer Test) ili tehički testeri su odgovorni za formiranje automatizovanih test slučajeva i okvira, kao i uspostavljanje složenih test problema kao što su ukupne performanse igre, bezbednost i sigurnost. Ove individue često imaju jak softverski doprinos veština ali sa fokusom na pisanje softvera koji izlaže nedostatke u drugim aplikacijama. Posebne uloge i dužnosti variraju između studija. Mnoge igre su razvijene bez bilo kakvih tehničkih testera.

## Spoljašnje veze
- Article: The Basics of Test Automation for Apps, Games And the Mobile Web
- Article: Architecture and Infrastructure Aspects of Mobile Game Testing
- The Trenches Архивирано на веб-сајту  (11. мај 2017)
- Game Test Life
- Blog Series: "Best Practices in Mobile Game Testing"
- Sloperama: "Working as a Tester"
- Game tester
- IGDA's Quality Assurance Special Interest Group
- Book Extract: Game QA & Testing - Ready, Set, Go!
- Article: Skills required to be a game tester Архивирано на веб-сајту  (27. мај 2017)
- Article: Graphics Performance makes UX (Good or Bad)